# Saint-Denis-lès-Bourg

Saint-Denis-lès-Bourg este o comună în departamentul Ain din estul Franței.